# Otalež
Otalež je vas nad desnim bregom reke Idrijce v Cerkljanskem hribovju. Upravno pripada Občini Cerkno. V kraju stoji podružnična cerkev sv. Katarine iz druge polovice 19. stoletja.